# Петтерсон, Пер
Пер Петтерсон (норв. Per Petterson, 18 июля 1952, Осло) — норвежский писатель.

## Биография
Получил библиотечное образование. Торговал книгами, занимался литературной критикой и переводами. В настоящее время полностью посвятил себя литературе. В 2009 году Петтерсону была присуждена Литературная премия Северного Совета за роман «Я проклинаю реку времени» (норв. Jeg forbanner tidens elv).

## Творчество
Среди своих литературных авторитетов называет Кнута Гамсуна и Раймонда Карвера.

## Признание
- Издание романа Пора уводить коней на английском языке было включено Книжным обозрением газеты Нью-Йорк Таймс в число 10 лучших книг 2007 года.
- В 2011 году Петтерсон номинирован на премию Independent Fiction Prize[2].

## Произведения
- 1987 — Aske i munnen, sand i skoa, новеллы
- 1989 — Ekkoland, роман
- 1992 — Det er greit for meg, роман
- 1996 — Til Sibir/ В Сибирь, роман (номинация на литературную премию Северного Совета)
- 2000 — I kjølvannet/ В кильватере, роман о юноше, потерявшем семью во время крушения парома «Скандинавиан стар» (премия Браги)
- 2003 — Ut og stjæle hester / Пора уводить коней, роман (Премия Ассоциации норвежских критиков «За лучшую книгу для взрослых», Дублинская литературная премия)
- 2004 — Månen over Porten, сборник эссе
- 2008 — Jeg forbanner tidens elv/ Я проклинаю реку времени, роман (Литературная премия Северного Совета, премия Браги)
- 2012 — Jeg nekter/ Я отказываюсь роман

## Публикации на русском языке
- В Сибирь! СПб: Лимбус Пресс, 2001
- Пора уводить коней. М.: Текст, 2009
- Я проклинаю реку времени. М.: Текст, 2011